# Hawaii Open
L'Hawaii Open è un torneo femminile di tennis che si gioca a Honolulu negli Stati Uniti d'America. Faceva parte della categoria WTA 125 e si giocava su campi in cemento dal 2016 a 2017.

## Albo d'oro

### Singolare
| Anno | Categoria | Campionessa      | Finalista     | Punteggio     |
| ---- | --------- | ---------------- | ------------- | ------------- |
| 2016 | WTA 125   | Catherine Bellis | Zhang Shuai   | 6–4, 6–2      |
| 2017 | WTA 125   | Zhang Shuai      | Jang Su-jeong | 0–6, 6–2, 6–3 |

### Doppio
| Anno | Categoria | Campionesse                 | Finaliste                  | Punteggio           |
| ---- | --------- | --------------------------- | -------------------------- | ------------------- |
| 2016 | WTA 125   | Eri Hozumi Miyu Katō        | Nicole Gibbs Asia Muhammad | 6(3)–7, 6–3, [10–8] |
| 2017 | WTA 125   | Hsieh Shu-ying Hsieh Su-wei | Eri Hozumi Asia Muhammad   | 6–1, 7–6(3)         |